# Batuk Freak
Batuk Freak é o álbum de estréia da rapper brasileira Karol Conká, lançado digitalmente e gratuitamente em 8 de abril de 2013 no site oficial da revista VICE e em 6 de agosto de 2013 na loja iTunes pela gravadora Deckdisc. Foi produzido por Nave Beats, entre 2009 e 2013.
O primeiro single "Boa Noite", ganhou boa recepção e fez Conka receber uma indicação de "Aposta" no MTV Video Music Brasil 2011. Seguiu com os clipes das canções "Gandaia" e "Corre, Corre Erê", com os três totalizando mais de um milhão e quinhentas mil visualizações no Youtube.

## Antecedentes e produção
Após Conka conhecer MC Cadelis e o Cilho em 2002, ambos formaram um quarteto chamado "Agamenon", lançando um mixtape com sete canções no programa Coletivo MTV, e foi contratada por dois anos pelo selo "Upground Beats" com Cadelis, Nairóbi, Mike Fort, São Nunca, Guerra Santa e Nel Sentimentum, promovendo-se com dois mixtapes. Em 2009, com carreira solo, disponibilizou no myspace algumas músicas soltas, como “Me Garanto”, “Marias” e “Boa Festa”, começando a composição do álbum em seguida.
Para a produção do álbum, Conká convidou o produtor Nave, a quem conheceu desde o início da sua carreira, dizendo: "O Nave me conhece muito bem. Inclusive, esse foi um dos motivos de eu ter chamado ele pra produzir o disco. Ele é um dos produtores que melhor consegue se adaptar à personalidade de cada MC". Ambos então começaram uma pesquisa "intuitiva" atrás de amostras de canções antigas de MPB e músicas estrangeiras como Santigold, M.I.A., Erykah Badu e "Thinkin Bout You" do cantor americano Frank Ocean, que inspirou a dupla. Conká descreve suas rimas, na fase de produção, como "rap de fábula", que quer dizer "levar ilusão para as pessoas, para que tudo fique bem – ao menos durante o tempo em que elas ouvem a minha música: a alegria é agora e amanhã”.
| “ | Eu sou essa moleca, essa menina feliz, divertida. Desde que comecei sempre fui assim. Quero cantar sobre quem eu sou, sobre esse mundo fantasia, e é esse padrão que o meu álbum quer quebrar. Vou falar sobre esse mundo da Karol Conká. O que eu quero é que as pessoas, ao menos por um minuto, suspendam a incredulidade e vivam essa magia comigo. Acho importante essa transformação do real, essa brincadeira, essa vontade de olhar o mundo para além do que ele é. E isso faz sentido porque sou menina, alegre e atrevida. O rap precisa se libertar, e é isso que quero fazer. | ” |

## Lançamento e promoção
"Batuk Freak" estava previsto para ser lançado no fim de 2011, e foi prometido para 2012 em seguida, com Conká alegando: "estamos trabalhando sem parar nele [álbum], não quero lançar qualquer coisa". O disco foi lançado digitalmente em 8 de abril de 2013 no site oficial da revista VICE e será liberado em versão física pela gravadora Deckdisc. Na internet, o álbum foi disponibilizado gratuitamente, cobrando apenas a taxa "Pay with a tweet", ferramenta que trocou com o usuário a obra por uma divulgação do disco nas redes sociais Facebook e Twitter, com Conká dizendo: "Nos tempos de hoje, com a internet, colocar o álbum para download deixa tudo mais acessível, ainda mais sendo de graça. E, com certeza, essa ferramente vai trazer novos ouvintes para o disco". Nas lojas iTunes, foi liberado para compra em 6 de agosto de 2013.
O primeiro single "Boa Noite" foi lançado em 12 de junho de 2011 no iTunes Store e o videoclipe dois dias depois, recebendo boas opiniões e fazendo Conka ser indicada em "Aposta" no MTV Video Music Brasil 2011. O vídeo para a canção "Gandaia" foi disponibilizado no Youtube em 20 de dezembro de 2011 e para "Corre, Corre Erê" em 16 de agosto de 2012. O webclipe promocional para "Olhe-se" com Tuty foi lançado em 2 de maio de 2013. Os três primeiros vídeos totalizaram mais de um milhão e quinhentas mil visualizações no Youtube.

## Composição
O álbum inicia com a faixa afrobeat "Corre, Corre Erê", e foi idealizada a partir "da imagem de um campinho de futebol com moleques jogando bola", dizendo que todos tem uma criança interior e vontade de correr pelo mundo. "Gueto ao Luxo" é uma música "eletrônica um tanto esquizofrênica" que traz toques de dubstep e 8-bit, com batidas carnavalescas que "quis quebrar o mito das limitações mostrando que é possível transitar em mundos diferentes", com uma letra interpretada como consumista. O hino de protagonismo feminino "Vô Lá" fala sobre "dever de pegar o que é nosso e o direito de consumir o que queremos [...] temos ambição, mas não temos coragem de ir “lá” tentar uma recompensa" e é iniciado pelo toque de repente. O single "Gandaia" foi idealizado como "um hino para momentos de balada com as [...] amigas. A flauta nordestina dá um ar sapeca à canção que conta o que rola numa noite de gandaia", e chamada de "composição fútil". "Você Não Vai" é uma faixa lenta de soul e R&B, que mostra um lado sarcástico e ao mesmo tempo desafiador de Conká, com letra carregada de flows e melodias mais densas, inspirada no fato da rapper ter sido muito subestimada no início da carreira. "Bate a Poeira" tem batidas de house e hip hop, e é sobre "tolerância de um modo geral, na religião, sexo, raça e padrões de beleza", sendo uma gíria que quer dizer: “joga fora” ou “se liberta”.
"Sandália" com Rincon Sapiencia, é uma canção de multi-gêneros musicais, passando pelo rap-reggae, dub e influências do hip hop, falando sobre a limitação constante que há na sociedade, com um refrão embalado pelo som da capoeira. "Mundo Lôco", que se aproxima do dubstep, é uma fábula criada por Conká, convidativa para dançar e sentir a natureza. "Que Delícia" é uma balada soul e R&B sexy e romântica, concentrada no teclado elétrico, guitarra delineada e influenciada pelo ragga, que fala sobre carícia, companhia, chamego e "do quanto é gostoso flertar, provocar, maliciar e se entregar pra uma pessoa." "Olhe-se" com Tuty, é uma faixa de "hip hop original", que usa uma metáfora sobre se olhar no espelho, olhar para si mesmo e enxergar o que realmente é. O single "Boa Noite" é um batuque eletro-orgânico, que mostra quem Conka realmente é, de onde ela vem e para onde quer ir, contendo batidas fortes "pra emocionar e ouvir alto". A última canção "Caxambu", regravação de Almir Guineto, é um samba de raiz com influência de atabaques, soul, R&B, funk carioca e break.

## Recepção da crítica
| Críticas profissionais | Críticas profissionais |
| Avaliações da crítica  | Avaliações da crítica  |
| Fonte                  | Avaliação              |
| ---------------------- | ---------------------- |
| Vai Ser Rimando        | (positiva)             |
| Na Mira do Groove      | [ 20 ]                 |
| Folha de S.Paulo       | (bom)                  |
| Gazeta do Povo         | (positiva)             |

"Batuk Freak" recebeu uma aclamação positiva da crítica. O site de rap Vai Ser Rimando notou que o álbum tinha um discurso diferente de outros trabalhos de rap brasileiro, fugindo de letras politizadas e priorizando o que gira em torno do mundo de Conka. O editor confirma: "Ela [Conka] nunca foi preto no branco [...] é só você ver suas apresentações, a capa do seu CD e o nome dele pra você entender. Ela é colorida da cabeça aos pés e seu som não poderia fugir disso. E ela conseguiu refletir isso no seu CD!" Tiago Ferreira do Na Mira do Groove descreveu o disco: "um pop que abrange da periferia à classe média alta que gosta de rebolar em baladas cujas entradas ultrapassam os 100 paus", e encerrou chamando-o de "meio termo". A Folha de S.Paulo, com a matéria escrita por Rodrigo Levino, frisou a espera pelo trabalho desde 2010 e afirmou "'Batuk Freak' cumpre a expectativa e dá um passinho para a frente, tirando a cantora da casa das apostas". Luiz Cláudio Oliveira da Gazeta do Povo afirmou que o disco se destaca por sua forte influência com as afrobeat: "Atabaques, cuícas, tamborins, apitos, tambores, samples, vozes, baixos e synths sincopados preenchendo todos os arranjos e criando uma atmosfera interessante e contagiante durante o disco inteiro."

## Faixas
| Edição padrão  |                                   |                                                  |         |  |
| N.º            | Título                            | Compositor(es)                                   | Duração |  |
| 1.             | "Corre, Corre Erê"                | Karol Conká, Nave                                | 2:56    |  |
| 2.             | "Gueto ao Luxo"                   | Conká, Nave                                      | 3:05    |  |
| 3.             | "Vô Lá"                           | Conká, Nave                                      | 3:14    |  |
| 4.             | "Gandaia"                         | Conká, Nave                                      | 2:56    |  |
| 5.             | "Você Não Vai"                    | Conká, Nave                                      | 3:29    |  |
| 6.             | "Bate a Poeira"                   | Conká, Nave                                      | 3:33    |  |
| 7.             | "Sandália" (com Rincon Sapiencia) | Conká, Nave, Sapiencia                           | 3:45    |  |
| 8.             | "Mundo Loco"                      | Conká, Nave                                      | 3:28    |  |
| 9.             | "Que Delícia"                     | Conká, Nave                                      | 3:53    |  |
| 10.            | "Olhe-se" (com Tuty)              | Conká, Nave, Tuty                                | 2:57    |  |
| 11.            | "Boa Noite"                       | Conká, Nave                                      | 2:46    |  |
| 12.            | "Caxambu"                         | Bidubi, Elcio do Pagode, Jorge Neguinho, Zé Lobo | 2:54    |  |
| Duração total: | Duração total:                    | Duração total:                                   | 38:57   |  |

| Edição norte-americana do Amazon.com |                            |         |  |
| N.º                                  | Título                     | Duração |  |
| 1.                                   | "Boa Noite"                | 2:46    |  |
| 2.                                   | "Gandaia"                  | 2:56    |  |
| 3.                                   | "Vola"                     | 3:12    |  |
| 4.                                   | "Caxambu"                  | 2:55    |  |
| 5.                                   | "Gueto ao Luxo"            | 3:00    |  |
| 6.                                   | "Corre Corre Ere"          | 2:54    |  |
| 7.                                   | "Bate a Poeira"            | 3:31    |  |
| 8.                                   | "Voce Nao Vai"             | 3:28    |  |
| 9.                                   | "Mundo Loco"               | 3:22    |  |
| 10.                                  | "Olhe-Se"                  | 2:55    |  |
| 11.                                  | "Sandalia"                 | 3:37    |  |
| 12.                                  | "Boa Noite (Handclap Mix)" | 2:42    |  |
| Duração total:                       | Duração total:             | 37:18   |  |

## Histórico de lançamento
| País           | Data                    | Formato                   | Editora discográfica      |
| -------------- | ----------------------- | ------------------------- | ------------------------- |
| Brasil         | 8 de abril de 2013      | Download digital gratuito | Deckdisc Polysom          |
| Brasil         | 6 de agosto de 2013     | CD LP download digital    | Deckdisc Polysom          |
| Estados Unidos | 17 de fevereiro de 2014 | CD LP download digital    | Mr Bongo Deckdisc Polysom |